# Køinge sogn
Køinge sogn i Halland var en del af Faurås herred. Køinge distrikt dækker det samme område og er en del af Falkenbergs kommun. Sognets areal er 27,85 kvadratkilometer, heraf land 26,93. I 2020 havde distriktet 397 indbyggere. Byen Køinge og en del af byen Ætrafors ligger i sognet.
Navnets oprindelse (1330'erne Kønge) er uklar . Det udtales lokalt [ɕʏŋːɛ] eller [ɕøːŋɛ]. Ifølge Kong Valdemars Jordebog var der en kongsgård (Anxiothorp, normalt set som identiske med Axtorna) i Køinge. Slaget ved Axtorna fandt sted i sognet.
Der er to naturreservater i sognet: Ælmebjær og Mjællbjær (delt med Sibbarp sogn). Begge er inkluderet i Åkulla bøgeskove.